# Mata de São João (kommun)
Mata de São João är en kommun i Brasilien.   Den ligger i delstaten Bahia, i den östra delen av landet, 1 100 km öster om huvudstaden Brasília. Antalet invånare är 40 210.
Följande samhällen finns i Mata de São João:
- Mata de São João

Omgivningarna runt Mata de São João är en mosaik av jordbruksmark och naturlig växtlighet. Runt Mata de São João är det ganska tätbefolkat, med 120 invånare per kvadratkilometer.